# Monda afra
Monda afra är en fjärilsart som beskrevs av George Thomas Bethune-Baker 1927. Monda afra ingår i släktet Monda och familjen säckspinnare. Inga underarter finns listade i Catalogue of Life.